# Ephraim (Wisconsin)
Ephraim – wieś w Stanach Zjednoczonych, w stanie Wisconsin, w hrabstwie Door.